# Ida von Hahn-Hahn
Pour les articles homonymes, voir Hahn.
La comtesse Ida von Hahn-Hahn (allemand : Ida Gräfin von Hahn-Hahn ; 22 juin 1805 – 12 janvier 1880) est une auteure allemande issue d'une famille fortunée ayant fait faillite à cause des dépenses excentriques de son père. Elle défie les conventions sociales en vivant hors mariage avec Adolf von Bystram pendant 21 ans. Ida von Hahn-Hahn écrit souvent au sujet de la tragédie de l'âme et est influencée par la poétesse française, George Sand. Elle « est une infatigable militante pour l'émancipation des femmes » et ses écrits comprennent de nombreux personnages féminins forts,.

## Biographie
Elle nait à Tressow, dans le duché de Mecklembourg-Schwerin. Elle est la fille du comte Karl von Hahn (de) (1782 – 21 mai 1857 à Altona), bien connu pour sa passion pour le théâtre pour lequel il a dilapidé une grande partie de sa fortune. Durant ses dernières années, il est obligé de subvenir à ses besoins en gérant une entreprise de province, et meurt dans la pauvreté.  En 1826, Ida épouse son riche cousin Friedrich von Hahn (de), qui lui offre le double nom de Hahn-Hahn. Avec lui, elle passe des années malheureuses, et en 1829, les infidélités de son mari conduisent au divorce,. Elle passe les années suivantes à ignorer les normes sociales en voyageant et vivant avec le Baron Adolf von Bystram. Bystram l'encourage à écrire à propos de leurs voyages à travers l'Europe et le Proche-Orient.
En 1847, l'auteur attire l'attention de l'auteure Fanny Lewald qui la traite « d'aristocrate auto-indulgente indifférente au sort des pauvres ». Après les révolutions de 1848 et de la mort d'Adolf von Bystram en 1849, elle embrasse la religion catholique romaine en 1850. Hahn-Hahn justifie sa démarche dans un ouvrage polémique intitulé Von Babylon nach Jerusalem (1851), ce qui provoque une vigoureuse réponse de Heinrich Abeken, et de plusieurs autres auteurs.
En novembre 1852, elle se retire dans un couvent à Angers, qu'elle quitte rapidement pour aller s'installer à Mayence en tant que « laïque dans un couvent qu'elle a co-fondé pour les filles 'perdues' ». Hahn-Hahn se consacre à la réforme des préjugés sur les femmes dans la société, et écrit plusieurs ouvrages, parmi lesquels : Bilder aus der Geschichte der Kirche (3 vols., 1856-'64); Peregrina (1864); et Eudoxie (1868).

## Œuvres
Pendant de nombreuses années, ses romans furent très populaires dans les cercles aristocratiques ; beaucoup de ses publications ultérieures, cependant, passèrent inaperçues car considérées comme de simple manifestes religieux. Ulrich et Gräfin Faustine, publiés en 1841, marque l'aboutissement de son talent; mais Sigismond Forster (1843), Cecil (1844), Sibylle (1846) et Maria Regina (1860) ont également obtenu une popularité considérable. La comtesse continue de produire des romans portant une certaine ressemble subjective avec ceux de George Sand, mais moins hostiles aux institutions sociales, et traitant presque exclusivement de la société aristocratique.
Ses œuvres complètes, Gesammelte Werke, avec une introduction par Otto von Schaching, ont été publiés en deux séries, 45 volumes en tout (Ratisbonne, 1903-1904).
Après sa conversion à la religion catholique romaine, Hahn-Hahn commencent à écrire pour montrer le chemin de l'Église de Rome aux âmes perdues.

## Hommages
- En 2010, une rue de Mainz-Hartenberg-Münchfeld est renommée la Ida-von-Hahn-Straße[7]

## Publications
Œuvres publiées citées par An Encyclopedia of Continental Women Writers ou ayant fait l'objet d'une traduction française :
- Gedichte [Poèmes] (1841)
- Gedichte [Poèmes], 1835.
- Lieder und Gedichte [Chansons et poèmes], 1837.
- Ilda Schönholm [Ilda Schönholm], 1838.
- Gräfin Faustine 1841.  La Comtesse Faustine, traduction précédée d'une esquisse biographique par Amédée Pichot, Paris : Michel-Lévy frères, 1864; rééd. Paris : C. Lévy, 1882.
- Ulrish, 1841.
- Gräfin Cecil [Comtesse Cecil], 1844.
- Aus der Gesselschaft [La sphère de la société], 1845.
- Sybille, 1846.
- Von Babylon nach Jérusalem, 1851. De Babylone à Jérusalem : histoire et motifs de la conversion de l'auteur au catholicisme, traduit par Léon Bessy, Bruxelles - Paris : Ch. de Mortier, 1854; Paris : Sagnier et Bray, 1854; Paris - Bruxelles : Bray, 1864.
- Guirlande à Marie, traduit par L[ouis] Bailhache, Le Mans : Du Temple et Vialat, 1860.
- Die Liebhaber des Kreuzes, 1852. Les amants de la croix, traduit par Marc Verdon, Tournai : H. Casterman, 1864.
- Aus Jerusalem, 1851. Une voix de Jérusalem : considérations d'une néophyte sur la vie catholique, traduit par Léon Bessy, Paris : Bray, 1856.
- Legende der Heiligen, 1854–1856. Extraits: Légende de saint Nicolas et Légende de sainte Zite, servante, traduit par [A. G.], Tours : impr. de Ladevèze , 1855.
- Bilder aus der Geschichte der Kirche, 1856–1866, dont:
  - t. 1: Die Martyrer : die 3 ersten Jahrhunderte, 1856. Les martyrs : récit des persécutions des trois premiers siècles de l'église chrétienne, traduit de l'allemand par J. Turch [sic, = Joséphine Turck], revu et corrigé avec soin par M. l'abbé [Isidore] Goschler, Paris : C. Douniol , 1860, rééd. 1908.
  - t. 2: Die Väter der Wüste, 1857. Les Pères du désert, traduit par Madame Van der Haeghen-Russinger et Ph. Van der Haeghen, Paris - Tournai : H. Casterman (Bibliothèque internationale catholique), 1860.
- Maria Regina, 1860. Maria-Régina : histoire contemporaine, traduit par Louisa Lebrocquy, Paris Tournai : H. Casterman, 2 vols, 1861; rééd. 1884.
- Doralice, 1861. Doralice, Tournai : H. Casterman, 1864.
- Vier Lebensbilder. Ein Papst, ein Bischof, ein Priester, ein Jesuit, 1861. Quatre portraits : un pape, saint Grégoire VII; un évêque, saint Charles Borromée; un prêtre, saint Vincent de Paul; un jésuite, saint François Régis, traduit par Joséphine Turck [Joséphine de Belloc], Paris : Victor Palmé, 1862.
- Zwei Schwestern, 1863. Deux sœurs, esquisses contemporaines, Paris : Lethielleux, 2 vols, 1865.
- Peregrin, 1864. Pérégrin, traduit par Marc Verdon, Paris : Lethielleux, 1865.
- Eudoxia, die Kaiserin: ein Zeitgemälde aus dem fünften Jahrhundert, 1866. Eudoxia : tableau du Ve siècle, Paris : Lethielleux, 1867.
- Mourir Glocknerstochter [Le sonneur de filles], 1871.
- Vergib uns unsere Schuld [Pardonne-nous nos offenses], 1871.
- Wahl und Führung [Choix et leader], 1878.
- Gesamtausgabe [Œuvres Complètes : Œuvres protestantes], 21 volumes, 1851.
- Gesammelte Werke [Œuvres complètes : Œuvres catholiques], 45 volumes, 1930.